# Sistema de Tránsito Metropolitano de San Diego
El San Diego Metropolitan Transit System o en español como el Sistema de Tránsito Metropolitano de San Diego (por sus siglas en inglés MTS) es el proveedor de los servicios de transporte público del área Central, Sur, Noreste y Sureste del condado de San Diego, en California. Las subsidiarias que opera el MTS incluye al San Diego Trolley, Incorporated (SDTI),  y al San Diego Transit, Corporation (SDTC). El promedio de transeúntes para todos los servicios de transporte público es de alrededor de 280,100 personas.
El MTS es propietaria del Ferrocarril Oriental de San Diego y Arizona (SD&AE); y el San Diego Vintage Trolley, Incorporated.
El MTS también licencia y regula a los taxis y otros servicios de transporte para pasajeros que son adquiridos por la ciudad de San Diego, El Cajón, Imperial Beach, La Mesa, Lemon Grove, Poway y Santee.

## Jurisdicción
El MTS es una agencia de conjunto, o JPA en inglés.   Los miembros de las ciudades del MTS incluye a San Diego, Chula Vista, Coronado, El Cajón, Imperial Beach, La Mesa, Lemon Grove, National City, Poway, Santee y el condado de San Diego.   Los oficiales electos de cada jurisdicción, incluyendo al condado de San Diego, operan como el Comité de Directores.  La Ciudad de San Diego es la ciudad que tiene más representación con cuatro miembros.  Un residente del condado es elegido por el Comité de Directores para funcionar como el presidente Ejecutivo.

## Historia
En 1975 con el paso del Proyecto de ley del Senado 101 se creó el Metropolitan Transit Development Board (MTDB). El cargo inicial del MTDB fue desarrollar un sistema en masa de tránsito público para la región de San Diego.   En 2005, el MTDB cambió su nombre a Metropolitan Transit System (MTS).

## Transporte público
El MTS administra varios servicios de transporte público, incluyendo al tranvía de San Diego con tres líneas de tren ligero, 95 rutas fijas de servicios de autobuses y un servicio paratransit.  Alrededor de la mitad de las rutas fijas están contratadas por Veolia Transportation Services, First Transit, Inc., o Southland Transportation Services. El MTS empezó a proveer su horario de rutas en los mapas de Google para ayudar a los usuarios que viajan en los servicios del MTS.

## Ferrocarril Oriental de San Diego y Arizona
El Ferrocarril Oriental de San Diego y Arizona es una división del MTS; sin embargo no opera servicios de transporte público.  En vez de eso, la división gestiona o arrienda las vías. 

## Ferrocarril de San Diego e Imperial Valley
El Ferrocarril de San Diego e Imperial Valley es un ferrocarril privatizado y operado por RailAmerica, en la cual opera un servicio de trenes de carga en las líneas de SD&AE.